# ژان راسپای
ژان راسپای (فرانسوی: Jean Raspail‎) زادهٔ ۵ ژوئیهٔ ۱۹۲۵–۱۳ ژوئن ۲۰۲۰) یک رمان‌نویس، مسافر و جهانگرد اهل فرانسه بود. وی همچنین برنده جوایزی همچون جایزه بزرگ رمان فرهنگستان فرانسه (۱۹۸۱) شده بود.